# Дисахариди
Дисахари́ди — вуглеводи, які при нагріванні з водою в присутності мінеральних кислот чи під дією ферментів зазнають гідролізу і розкладаються на дві молекули моносахаридів.
Дисахариди легко розчиняються у воді, добре кристалізуються, солодкі на смак. При окисненні дають альдонові кислоти, при відновленні — спирти, при гідролізі — моносахариди. Як у вільному стані, так і в складі інших молекул дуже поширені в тваринних і рослинних організмах.
Найпоширеніші дисахариди: сахароза (цукор), лактоза, мальтоза. Дисахариди — цінні харчові й смакові речовини; деякі дисахариди застосовують у мікробіології та фармації.

## Хімічна структура
Загальна хімічна формула дисахаридів — С12Н22О11. Молекула складається з двох залишків моносахаридів. Зв'язок може утворюватись між будь-якими гідроксильними групами моносахаридів в різних комбінаціях, також можливі два просторові ізомерні варіанти (альфа- чи бета-). Таким чином, навіть одна й та ж пара моносахаридів може давати декілька дисахаридів-ізомерів з різними фізичними та хімічними властивостями.

## Найрозповсюдженіші дисахариди
| Дисахариди                                             | Залишок 1 | Залишок 2 | Зв'язок | Дисахаридази |
| Сахароза (буряковий цукор, тростинний цукор, сахароза) | глюкоза   | фруктоза  | α(1→2)  | сахароза     |
| Лактоза (молочний цукор)                               | галактоза | глюкоза   | β(1→4)  | лактаза      |
| Мальтоза                                               | глюкоза   | глюкоза   | α(1→4)  | мальтаза     |
| Трегалоза                                              | глюкоза   | глюкоза   | α(1→1)α | трегалаза    |
| Целобіоза                                              | глюкоза   | глюкоза   | β(1→4)  | целобіаза    |